# خرطوم الفيل

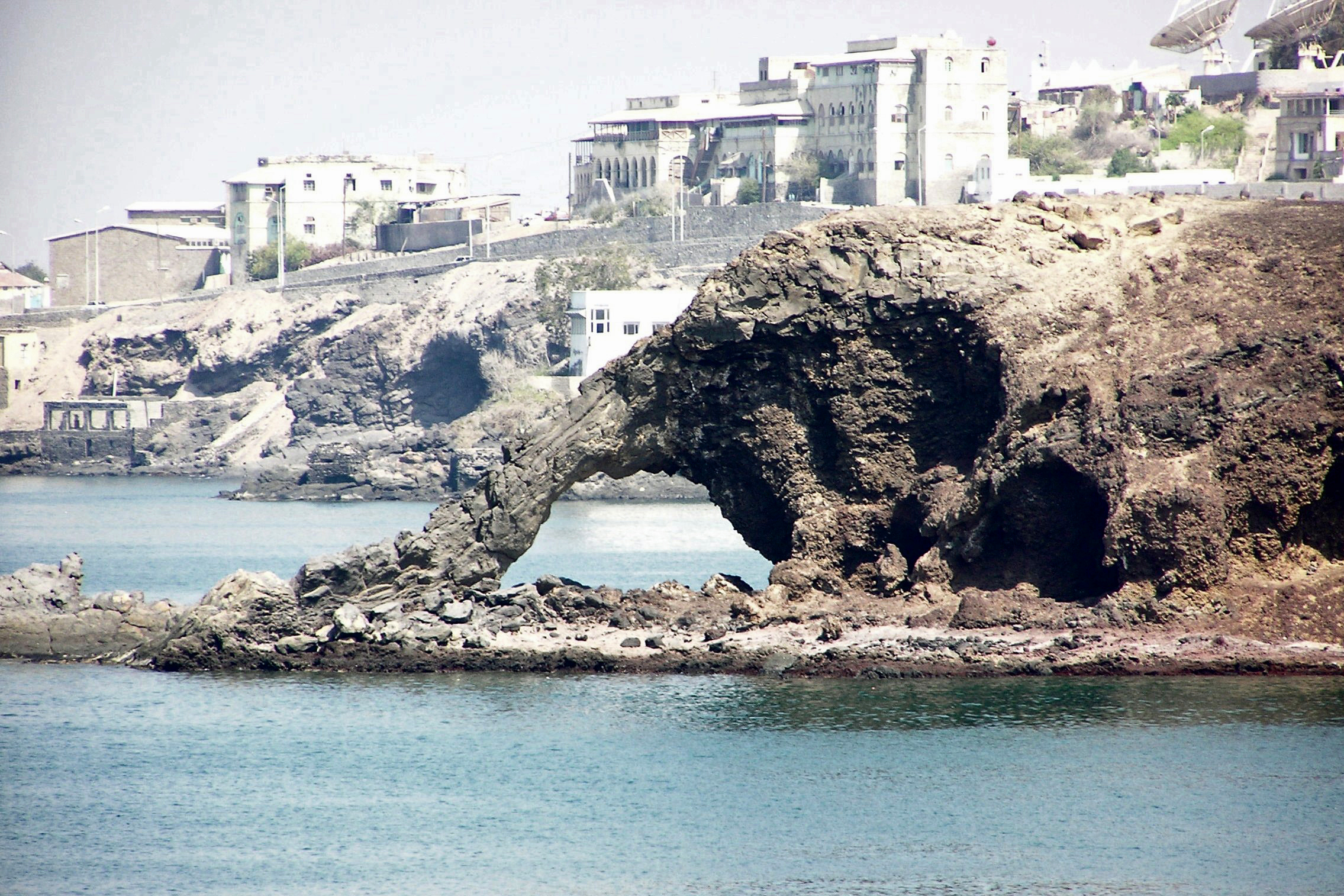
خرطوم الفيل

خرطوم الفيل وهو عبارة عن صخور متداخلة، بشكل قوس طبيعي يقع في خليج الساحل الذهبي «جولد مور» بكريتر عدن، نتج بفعل عوامل حركة المد والجزر لمياه البحر، وبفعل عامل التعرية الطبيعية عبر أزمنة عديدة، تكون من جراء تآكل صخور الأسكوريا (بالإنجليزية: scoria)‏.